# Næstvedkredsen
Næstvedkredsen er fra 2007 en opstillingskreds i Sjællands Storkreds. I 1971-2006 var kredsen en opstillingskreds i Storstrøms Amtskreds. I 1920-1970 var kredsen en opstillingskreds i Præstø Amtskreds. I 1849-1918 var kredsen en valgkreds.
Den 8. februar 2005 var der 48.741 stemmeberettigede vælgere i kredsen.
Kredsen rummede i 2005 flg. kommuner og valgsteder::
1. Holmegaard Kommune
  1. Fensmark
  2. Holme-Olstrup
  3. Toksværd
2. Næstved Kommune
  1. Engparken
  2. Fodby
  3. Grønnegades Kaserne
  4. Herlufsholmhallen
  5. Hyllinge
  6. Kalbyrisskolen
  7. Karrebæk
  8. Kildemarkskolen
  9. Lille Næstved Skole
  10. Lindebjergskolen
  11. Marvede
  12. Nøddeskovskolen
  13. Rønnebæk
  14. Sct. Jørgens Skole
  15. Vallensved
  16. Vejlø
3. Suså Kommune
  1. Glumsø
  2. Herlufmagle
  3. Sandby
  4. Skelby
  5. Tybjerg

## Folketingskandidater pr. 26/11-2018
| Liste | Parti                       | Kandidat | Bemærk                                                          |
| ----- | --------------------------- | --- | --------------------------------------------------------------- |
| A     | Socialdemokratiet           | Magnus Heunicke |                                                                 |
| B     | Radikale Venstre            | |                                                                 |
| C     | Det Konservative Folkeparti | Mads Andersen |                                                                 |
| D     | Nye Borgerlige              | Bo Erik Hansen |                                                                 |
| F     | Socialistisk Folkeparti     | |                                                                 |
| I     | Liberal Alliance            | |                                                                 |
| O     | Dansk Folkeparti            | Thomas Palmskov |                                                                 |
| V     | Venstre                     | Sebastian Mylsted-Schenstrøm |                                                                 |
| Ø     | Enhedslisten                | Bruno Jerup |                                                                 |
| Å     | Alternativet                | Rasmus Nordqvist, Sascha Faxe, Peter Kjær Hansen, Carsten Bering, Joan Gerti Kragh, Lars Birger Nielsen, Claus Jansson, Kristian Gylling, Kirsten Kock, Anne Grete Kamilles, Ulla Munksgaard | Er opstillet i samtlige opstillingskredse i Sjællands Storkreds |